# Ghelari (gmina)
Ghelari – gmina w Rumunii, w okręgu Hunedoara. Obejmuje miejscowości Ghelari, Govăjdia, Plop i Ruda. W 2011 roku liczyła 1983 mieszkańców.